# Álvaro Misael Alfaro
Álvaro Misael Alfaro Sánchez (né le 6 janvier 1971 à Santa Tecla au Salvador) est un joueur de football international salvadorien, qui évoluait au poste de gardien de but.

## Biographie

### Carrière en sélection
Avec l'équipe du Salvador, il joue 37 matchs (pour aucun but inscrit) entre 1991 et 2005. 
Il figure dans le groupe des sélectionnés lors des Gold Cup de 1996 et de 1998, où son équipe est éliminée à chaque fois au premier tour.
Il joue également 11 matchs comptant pour les tours préliminaires de la coupe du monde, lors des éditions 1998, 2002 et 2006.

## Palmarès
| Alianza - Championnat du Salvador (1) : - Champion : 1993-94. |  | Luis Ángel Firpo - Championnat du Salvador (3) : - Champion : 1997-98, 1999 (Clôture) et 2000 (Clôture). |

| San Salvador - Championnat du Salvador (1) : - Champion : 2003 (Clôture). |  | Isidro Metapán - Championnat du Salvador (1) : - Champion : 2007 (Clôture). |